# Hana Maciuchová
Hana Maciuchová (ur. 29 listopada 1945 w Šternberku, zm. 26 stycznia 2021 w Ołomuńcu) – czeska aktorka, absolwentka Wydziału Teatralnego Akademii Sztuk Scenicznych w Pradze.

## Kariera
Studia aktorskie ukończyła w 1968. Debiutowała na scenie Divadla za branou, a w 1971 przeniosła się do Teatru na Vinohradach. W filmie zadebiutowała w 1964 rolą Neli w filmie Organ. Popularność przyniosły jej role w serialach telewizyjnych – Pod jednym dachem i Szpital na peryferiach. Od 1994 pracowała jako pedagog w Konserwatorium Praskim. W 2010 została odznaczona Medalem Za zasługi.
Była związana z aktorem Jiřím Adamírą (zm. 1993), nie mieli dzieci.

## Filmografia (wybór)

### Filmy fabularne
- 1964 Organ jako Nela
- 1972 ...a pozdravuji vlaštovky
- 1974 V každém pokoji žena jako Zuzana
- 1980 Hra o královnu jako Kunhuta
- 1980 Prázdniny pro psa
- 1982 Malý velký hokejista jako Válková
- 1983 ...a zase ta Lucie! jako matka Osvalda
- 1983 Lucie, postrach ulice jako matka Osvalda
- 1984 Felhőjáték / Hra v oblacích jako Kata
- 1984 Poločas štěstí jako Monika
- 1994 V erbu lvice – matka Sibyla
- 1989 Člověk proti zkáze jako Olga Scheinpflugová
- 2000 Samotáři jako matka Hanki
- 2002 Únos domů
- 2004 Silný kafe jako matka Honzy
- 2006 Bloudím jako Hana

### Seriale filmowe
- 1975: Pod jednym dachem jako Vlastička Makovcová
- 1977–1981: Szpital na peryferiach jako Alena Blažejová, żona Arnošta
- 1977–1983: Kobieta za ladą jako Olina
- 2003: Szpital na peryferiach po dwudziestu latach jako Pani Blažejová-Bártová